# Нотлебен
Нотлебен (нем. Nottleben) — община в Германии, в земле Тюрингия.
Входит в состав района Гота. Подчиняется управлению Нессеауэ.  Население составляет 437 человек (на 31 декабря 2010 года). Занимает площадь 8,50 км².